# Коммаяк (Степновский район)
Коммая́к — хутор в Степновском районе (муниципальном округе) Ставропольского края России.
До 16 марта 2020 года входил в составе муниципального образования «Сельское поселение Богдановский сельсовет».

## География
Расстояние до краевого центра: 247 км.
Расстояние до районного центра: 24 км.

## Население
| 1989 | 2002 | 2010 | 2014 |
| ---- | ---- | ---- | ---- |
| 370  | ↘337 | ↘288 | ↗300 |

По данным переписи 2002 года, в национальной структуре населения аварцы составляли 35 %, даргинцы — 61 %.